# جانشینی الکترون‌دوستی آروماتیکی
جانشینی الکترون‌دوستی آروماتیکی (به انگلیسی: Electrophilic aromatic substitution) (که به صورت مخفف SEAr نیز گفته می‌شود.) گونه‌ای از واکنش آلی است که طی آن یکی از اتم‌های متصل به حلقه آروماتیک (معمولا هیدروژن) جای خود را با یک الکترون‌دوست عوض می‌کند. مهم‌ترین انواع جانشینی الکترون‌دوستی آروماتیکی عبارت اند از: نیتروژن‌دار کردن آروماتیکی، هالوژن‌دار کردن آروماتیکی، سولفون‌دار کردن آروماتیکی و آسیل و آلکیل دار کردن فریدل-کرفتس.